# 2004年アテネオリンピックのフランス選手団
2004年アテネオリンピックのフランス選手団（2004ねんアテネオリンピックのフランスせんしゅだん）は、2004年8月13日から8月29日にかけてギリシャの首都アテネで開催された2004年アテネオリンピックのフランス選手団、およびその競技結果。

## 概要
今大会は金メダル11個、銀メダル9個、銅メダル13個の合計33個のメダルを獲得した。

## メダル
| メダル | 選手名                                                                                    | 競技       | 種目                     |
| ------ | ----------------------------------------------------------------------------------------- | ---------- | ------------------------ |
| 金     | ロール・マナドゥ                                                                          | 競泳       | 女子400m自由形           |
| 金     | ジュリアン・アプサロン                                                                    | 自転車     | 男子クロスカントリー     |
| 金     | エミリー・ルパンネ                                                                        | 体操       | 女子段違い平行棒         |
| 銀     | マリア・メテラ                                                                            | 競泳       | 女子50m自由形            |
| 銀     | ロール・マナドゥ                                                                          | 競泳       | 女子800m自由形           |
| 銀     | アルノー・トゥルナン                                                                      | 自転車     | 男子1kmタイムトライアル  |
| 銀     | フレデリク・ジョシネ                                                                      | 柔道       | 女子48kg以下級           |
| 銀     | ジェローム・トマ                                                                          | ボクシング | 男子フライ級             |
| 銅     | ナマン・ケイタ                                                                            | 陸上       | 男子400mハードル         |
| 銅     | ベロニク・マン ミュリエル・ユルティス シルビアンヌ・フェリックス クリスティーヌ・アーロン | 陸上       | 女子4×100mリレー         |
| 銅     | ユーグ・デュボス                                                                          | 競泳       | 男子100m平泳ぎ           |
| 銅     | ソレンヌ・フィーグ                                                                        | 競泳       | 女子200m自由形           |
| 銅     | ロール・マナドゥ                                                                          | 競泳       | 女子100m背泳ぎ           |
| 銅     | ミカエル・ブルガン ローラン・ガネ アルノー・トゥルナン                                    | 自転車     | 男子チームスプリント     |
| 銅     | アンナ・ゴミズ                                                                            | レスリング | 女子フリースタイル55kg級 |
| 銅     | リズ・ルグラン                                                                            | レスリング | 女子フリースタイル63kg級 |